# Mad Max: Fury Road
Mad Max: Fury Road er en australsk og amerikansk actionfilm fra 2015; skrevet, produceret og instrueret af George Miller. Hovedrollerne spilles af Tom Hardy og Charlize Theron. Filmen foregår i et fremtidigt øde ørkenlandskab, hvor benzin og vand er knappe ressourcer. Filmen følger Max Rockatansky (Tom Hardy), der slår sig sammen med Imperator Furiosa (Charlize Theron) og flygter i en pansret tankbil fra kultlederen Immortan Joe (Hugh Keays-Byrne) og hans hær.

## Medvirkende
- Tom Hardy – Max Rockatansky
- Charlize Theron – Imperator Furiosa
- Nicholas Hoult – Nux
- Hugh Keays-Byrne – Immortan Joe
- Zoë Kravitz – Toast the Knowing
- Rosie Huntington-Whiteley – The Splendid Angharad
- Nathan Jones – Rictus Erectus
- Courtney Eaton - Cheedo the Fragile